# Heinrich Fonck
Heinrich Fonck (* 5. September 1869 in Oberwesel; † 6. Juni 1933 in Berlin) war ein deutscher Offizier der Schutztruppe und Kolonialbeamter in Deutsch-Ostafrika sowie Verfasser eines umfangreichen schriftlichen Werks zu seinen Aufenthalten in der Kolonie.

## Lebensweg
Heinrich Fonck, der jüngere Bruder von August Fonck (1868–1935), wuchs in Oberwesel auf und absolvierte anschließend die Kadettenausbildung. In der Folge trat er in das Heer des Deutschen Kaiserreichs ein, wurde 1889 Leutnant und trat am 12. Dezember 1894 zur kaiserlichen Schutztruppe für Deutsch-Ostafrika über. 1897 erfolgte die Beförderung zum Oberleutnant. Ab dem 11. Juli 1898 führte Fonck kommissarisch die Station in Udjidji von Wilhelm Langheld. Im Februar 1899 führte er mit 25 Askari eine Strafexpedition nach Upogoro im Bezirk Mahenge und eine weitere von Lindi aus im Juli und August gegen die Makonde bei Mikindani. Im Dezember 1900 war Fonck mit seinem Bruder in Udjidji und brach offenbar von dort zu einer Erkundungsreise nach Usumbura auf, wo sie mit belgischen Truppen zusammentrafen. 1901 war Fonck beim Oberkommando der Schutztruppen in Berlin tätig. 1902 war er wieder in Deutsch-Ostafrika und führte im Februar eine Expedition zum Kivu. Im März 1903 war er in Moschi und später in Bukoba stationiert, bevor er die Stationsleitung von Mpapua von seinem Bruder August übernahm. Im August 1904 erfolgte in dieser Dienststellung die Beförderung zum Hauptmann. Im November 1905 wurde Fonck zunächst tropendienstuntauglich gestellt und kehrte nach Deutschland zurück. Im August 1906 erhielt er den Roten Adlerorden 4. Klasse. Im November 1906 kehrte Fonck in die Kolonie zurück und ließ sich vom Schutztruppendienst beurlauben. Er wurde für das Auswärtige Amt beim kaiserlichen Gouvernement in Daressalam tätig. Im Juli 1907 war er auf Erkundungsreise in der Ulanga Ebene zur Untersuchung der Schiffbarkeit der dortigen Flüsse, wie etwa des Rufiji. Ab Juni 1908 war Fonck zunächst als Kompaniechef in Usumbara tätig und übernahm anschließend auf Bitten des deutschen Gouverneurs Gustav Adolf von Götzen für ein Jahr die Aufgabe des kaiserlichen Residenten von Urundi. Dort galt zu dieser Zeit ein durch Richard Kandt empfohlenes Siedlungsverbot für europäische Siedler, da die Kolonialbehörden in dem bevölkerungsreichen Land nicht für die Sicherheit der Siedler garantieren konnten. Am 20. Januar 1910 schied Fonck mit Pension aus der kaiserlichen Schutztruppe aus. 1911 hielt er sich erneut in Deutsch-Ostafrika auf und nahm mit Schlobach als 2. Kommissar der Grenzregulierungskommission an Verhandlungen mit britischen Kommissaren im Grenzgebiet vom deutschen Ruanda und dem britischen Mpororo teil. Die Verhandlungen dauerten bis Januar 1912 an. Nach dem Ersten Weltkrieg lebte Fonck in Berlin und starb am 6. Juni 1933 als Oberstleutnant a. D.

## Werke (Auswahl)
- Deutsch-Ostafrika – eine Schilderung deutscher Tropen nach 10 Wanderjahren. Veröffentlicht 1909.
- Wirtschaftliche Verhältnisse in Deutsch-Ostafrika. 1907.
- Die Schutztruppe von Deutsch-Ostafrika. 1907.
- Wild, Jagd und Fischerei in Deutsch-Ostafrika.
- Farbige Hilfsvölker: die militärische Bedeutung von Kolonien für unsere nationale Zukunft. Kolonialwirtschaftliches Komitee. Berlin. 1917.
- Unter afrikanischem Großwild. Ullstein Verlag. Berlin. 1924.
- Wildsteppen und Steppenwild in Ostafrika. Ullstein Verlag. Berlin. 1925.
- Ostafrikanische Jagdabenteuer. Diesterweg Verlag. Frankfurt am Main. 1926.